# أكاسيد الحديد

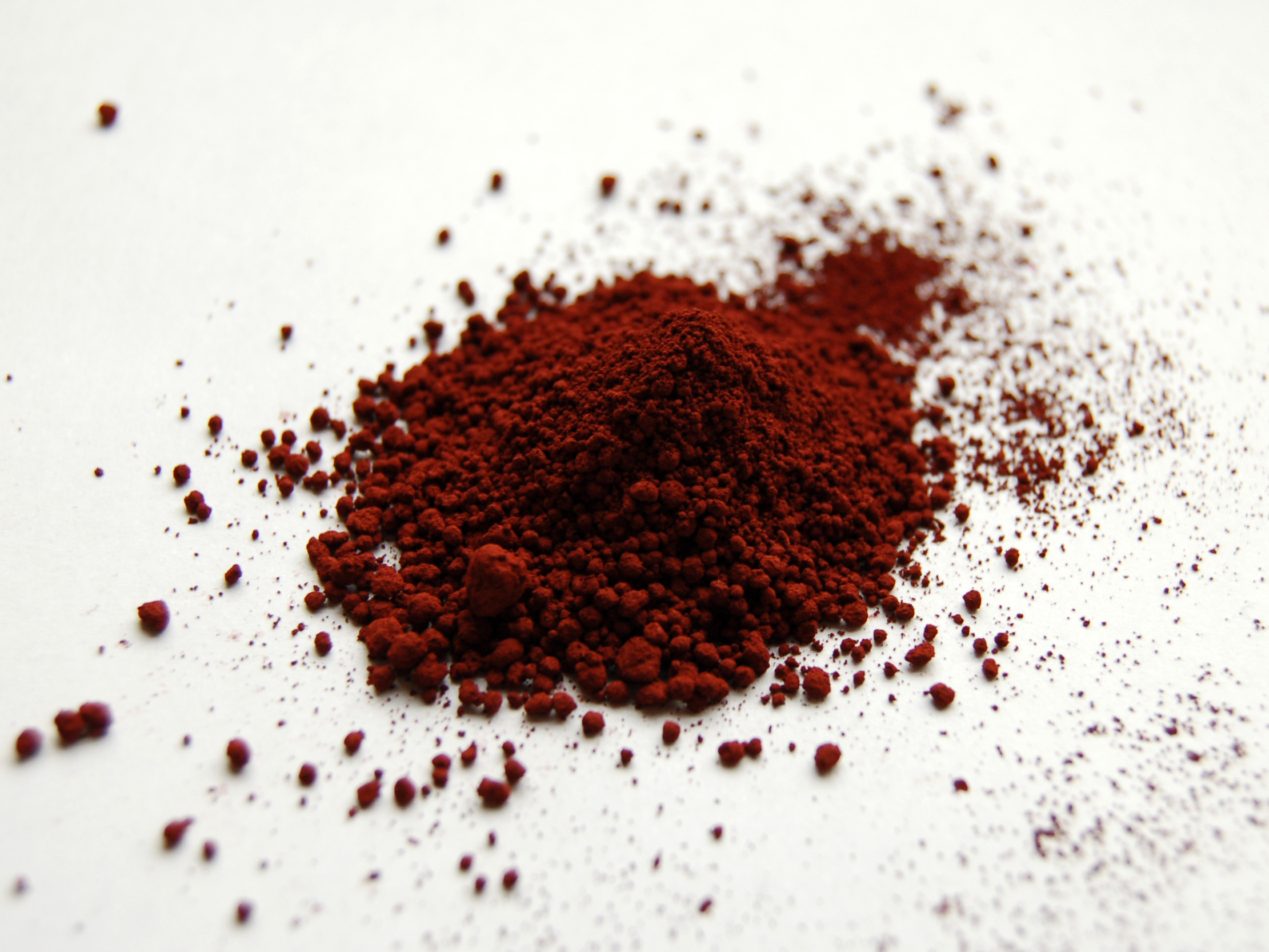
مسحوق الهيماتيت Α-Fe2O3. يشير اللون البني المحمر إلى أن الحديد في حالة أكسدة + III.

أكاسيد الحديد هي مركبات كيميائية تتكون من الحديد والأكسجين. يوجد ستة عشر أكاسيد حديد وأوكسي هيدروكسيدات معروفة، وأشهرها الصدأ، وهو أحد أشكال أكسيد الحديد (III).
قد تشير إلى إحدى أكاسيد الحديد، من بينها:
- أكسيد الحديد الثنائي FeO، حيث ان حالة أكسدة الحديد في المركب +2.[2][3][4]
- أكسيد الحديد الثلاثي Fe2O3، حيث حالة أكسدة الحديد في المركب +3.

## أكاسيد
- أكسيد الحديد II
  - الحديد O: أكسيد الحديد (II)،
  - الحديد O 2:[5] بيروكسيد الحديد
- أكاسيد مختلطة من Fe II و Fe III
  - Fe 3 O 4: أكسيد الحديد (II III)، أكسيد الحديد الأسود
  - Fe 4 O 5 [6]
  - Fe 5 O 6 [7]
  - Fe 5 O 7 [8]
  - Fe 25 O 32 [8]
  - Fe 13 O 19 [9]
- أكسيد الحديد الثالث
  - Fe 2 O 3: أكسيد الحديد (III)
    - α-Fe 2 O 3: مرحلة ألفا، الهيماتيت
    - β-Fe 2 O 3: المرحلة التجريبية
    - γ-Fe 2 O 3: طور جاما، مغهيميت
    - ε-Fe 2 O 3: مرحلة إبسيلون

## التمدد الحراري

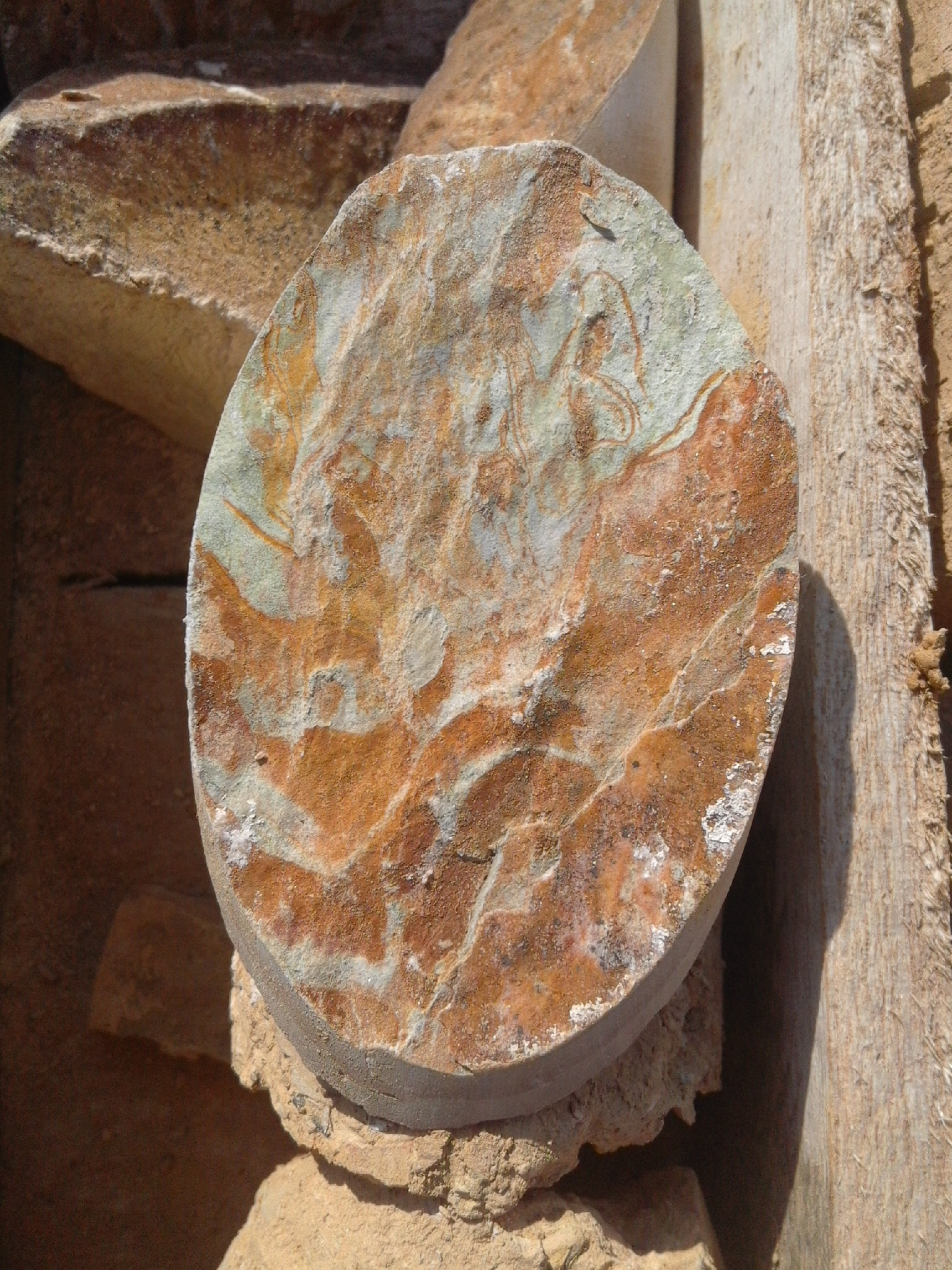
بقع خضراء وبنية ضارب إلى الحمرة على عينة أساسية من الحجر الجيري، تتوافق على التوالي مع أكاسيد / هيدروكسيدات Fe ^{2+} و Fe ^{3+}.

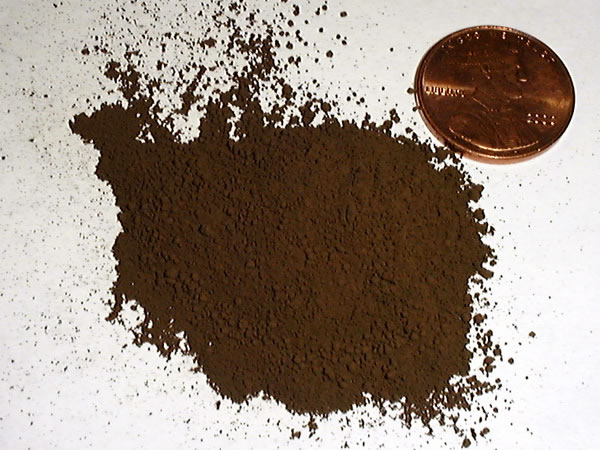
صبغة أكسيد الحديد. يشير اللون البني إلى أن الحديد في حالة الأكسدة +3.

| أكسيد الحديد | CTE (× 10 −6 °C −1 ) |
| ------------ | -------------------- |
| Fe 2 O 3     | 14.9                 |
| Fe 3 O 4     | > 9.2                |
| الحديد O     | 12.1                 |